# Алфонсо Форд
Алфонсо Форд (енгл. Alphonso Ford; Гринвуд, 31. октобар 1971 — Мемфис, 4. септембар 2004) је био амерички кошаркаш, који је играо на позицији бека шутера. Преминуо је од леукемије. Током каријере је био познат као сјајан стрелац, па је након његове смрти по њему названа награда за најбољег стрелца Евролиге.

## Каријера

### Ране године
Форд је већ у средњошколским данима најавио какав ће стрелац постати, а 1989. године је заиграо на Универзитету Мисисипи Валеј Стејт. У својој првој сезони на колеџу је просечно бележио 29,9 поена по мечу, да би у другој та бројка стигла до 32,9. Тако је Форд постао први играч у историји НЦАА лиге који је четири године заредом бележио преко 25 поена у просеку. Његових 3.165 поена које је убацио у току студирања била су му довољна да заузме четврто место на вечној листи стрелаца у НЦАА (иза Пита Маравича, Фримена Вилијамса и Лајонела Симонса).

### Америка
Његов колеџ није имао пика на драфту 20 година док Филаделфија није одлучила да га изабере као 32. по реду (1993. године). Ипак, Форд није добио праву прилику у НБА лиги. У својој првој сезони је одиграо шест утакмица за Сијетл суперсониксе, да би наредне године наступио само пет пута за Сиксерсе. За то време играо је у ЦБА лиги (по рангу слабијој од НБА) и проглашен је за најбољег рукија, јер је убацивао 22,8 поена у просеку.

### Европа
Будући да је по квалитету превазишао то такмичење, Форд је одлучио да се опроба на “старом континенту”. У сезони 1995/96. је бранио боје Пењас Хуеске, али је упркос његовим сјајним партијама (25,1 поен по мечу) екипа испала из прве лиге Шпаније. Његова следећа дестинација је била Грчка и клуб Папагу. Још једна фантастична сезона (24,6 поена) и освојено седмо место у лиги која је тада важила за једну од најјачих у Европи. Пред почетак наредне (1997/98) сезоне Форд је сазнао да болује од леукемије. Уследила је једногодишња пауза, али Американац није намеравао да одустане од кошарке.
Знао је да неће бити нимало лако да се врати у стару форму, али је самим својим повратком на терен Форд доказао да је победник. Најпре је годину дана провео у Спортингу из Атине, да би после тога уследиле две фантастичне сезоне у Перистерију. Перистери је екипа која је имала веће амбиције од свих у дотадашњој његовој каријери, а сви циљеви су остварени са Фордом у саставу.
Прво је освојено пето место у домаћој лиги, а клуб се пласирао у Топ 16 Купа Радивоја Кораћа. Сјајни шутер је забележио први наступ у неком европском такмичењу, а наравно да није имао мање од 20 поена у просек. Након признања за најбољег стрелца у Грчкој, уследила је и МВП награда коју је Форд добио у сезони када је Перистери стигао до треће позиције. Исте сезоне, Форд је први пут заиграо у Евролиги и са 26 поена у просеку задивио кошаркашку Европу. Остаће упамћена његова партија против Таукерамике када је бројао до 41.

#### Олимпијакос
Следеће сезоне (2001/02) Олимпијакос је довео Форда, који је за годину дана уговора зарадио милион долара. Црвено-бели из Пиреја од 1997. године нису освојили ниједан трофеј, па је задатак био јасан. Форд је помогао екипи да подигне трофеј у Купу, а у полуфиналу Олимпијакос је избацио Панатинаикос предвођен Дејаном Бодирогом. Једна утакмица је екипу делила од пласмана на Фајнал фор Евролиге, а титула националног првака је отишла АЕК-у. У два дуела која су одлучивали о шампиону Грчке Алфонсо Форд је био повређен.

#### Монтепаски
Грчки клубови су морали да смање буџете пред одржавање Олимпијских игара 2004. и Олимпијакос није могао да задржи Форда. Њега су ангажовали Италијани – Монтепаски. Американцу није требало много да се адаптира на услове у Сијени и одигао је још једну одличну сезону, мада су му бројке у Евролиги биле “скромније” – наиме, са 17,9 поена је поново доспео у најбољу петорку такмичења. Монтепаски је те године учествовао на завршном турниру, али је полуфинални дуел био један од најлошијих за Форда – постигао је 15 поена, уз шут из игре 5-19, што није било довољно да се савлада још један италијански тим, Бенетон из Тревиза.

#### Скаволини
Леукемија је била већ у поодмаклој фази, али је Форд одиграо сезону у Скаволинију, бележећи 22,2 поена. Највише захваљујући њему екипа је стигла до четвртог места у првенству и тако се пласирала у Евролигу. Ипак, Алфонсо Форд више никада неће заиграти у најелитнијем такмичењу Европе. Након дуге болести, преминуо је 4. септембра 2004. у својој 33. години.

## Успеси

### Клупски
- Олимпијакос:
  - Куп Грчке (1): 2002.

### Појединачни
- Најбољи стрелац Евролиге (2): 2000/01, 2001/02.
- Идеални тим Евролиге - прва постава (2): 2000/01, 2002/03.
- Идеални тим Евролиге - друга постава (1): 2001/02.
- Најкориснији играч Првенства Грчке (1): 2000/01.
- Најкориснији играч Купа Грчке (1): 2001/02.